# Liste der Biografien/Frid
Liste der Biografien |
Portal Biografien |
Personensuche
# |
A |
B |
C |
D |
E |
F |
G |
H |
I |
J |
K |
L |
M |
N |
O |
P |
Q |
R |
S |
T |
U |
V |
W |
X |
Y |
Z |
?
 
Fa |
Fe |
Ff |
Fh |
Fi |
Fj |
Fk |
Fl |
Fm |
Fn |
Fo |
Fr |
Ft |
Fu |
Fy
 
Fra |
Frc |
Fre |
Frg |
Fri |
Frk |
Frl |
Fro |
Frr |
Fru |
Fry
 
Fria |
Frib |
Fric |
Frid |
Frie |
Frig |
Frih |
Frii |
Frij |
Frik |
Fril |
Frim |
Frin |
Frio |
Frip |
Frir |
Fris |
Frit |
Friv |
Friz
Die Liste der Biografien führt alle Personen auf, die in der deutschsprachigen Wikipedia einen Artikel haben. Dieses ist eine Teilliste mit 87 Einträgen von Personen, deren Namen mit den Buchstaben „Frid“ beginnt.

## Frid
- Frid, Géza (1904–1989), niederländischer Komponist und Pianist
- Frid, Grigori Samuilowitsch (1915–2012), russischer Komponist, Maler und Schriftsteller
- Frid, Jonathan (1924–2012), kanadischer Theater-, Fernseh- und Filmschauspieler
- Frid, Yigal (* 1992), israelischer Fußballschiedsrichter

### Frida
- Fríða Á. Sigurðardóttir (1940–2010), isländische Schriftstellerin
- Friday, Gavin (* 1959), irischer Sänger, Songwriter, Komponist und Maler
- Friday, Godwin (* 1959), vincentischer Politiker
- Friday, Linda (* 1971), US-amerikanische PornodarstellerinLinda Friday (* 1971)

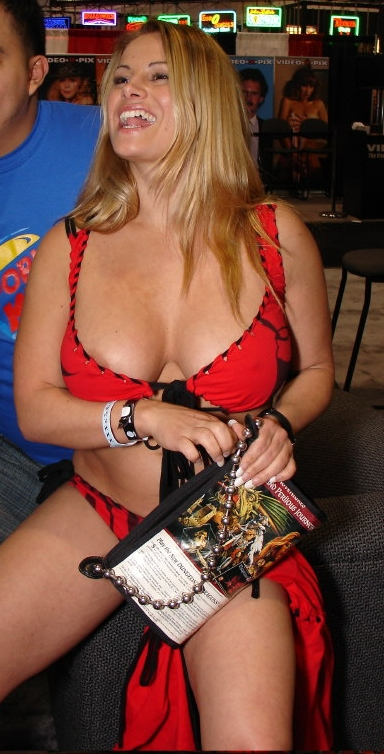
Linda Friday (* 1971)

- Friday, Nancy (1933–2017), US-amerikanische Schriftstellerin
- Friday, Nwakuna, nigerianischer Fußballspieler
- Friday, Tim (* 1961), US-amerikanischer Eishockeyspieler

### Fride
- Fridebertus, Bischof von Basel
- Fridegård, Jan (1897–1968), schwedischer Schriftsteller
- Fridelance, Sylvain (* 1995), Schweizer Triathlet
- Fridell, Åke (1919–1985), schwedischer Schauspieler
- Fridell, Axel (1894–1935), schwedischer Grafiker und Maler
- Fridell, Knut (1908–1992), schwedischer Ringer
- Fridell, Squire (* 1943), US-amerikanischer Schauspieler, Synchronsprecher und Autor
- Fridelli, Xaver Ernbert (1673–1743), Kartograph, Jesuit und Missionar
- Frideloh von Heidegg († 1159), Abt der Reichenau (1139–1159)
- Fridén, Anders (* 1973), schwedischer Sänger der schwedischen Metal-Bands In Flames und PassengerAnders Fridén (* 1973)

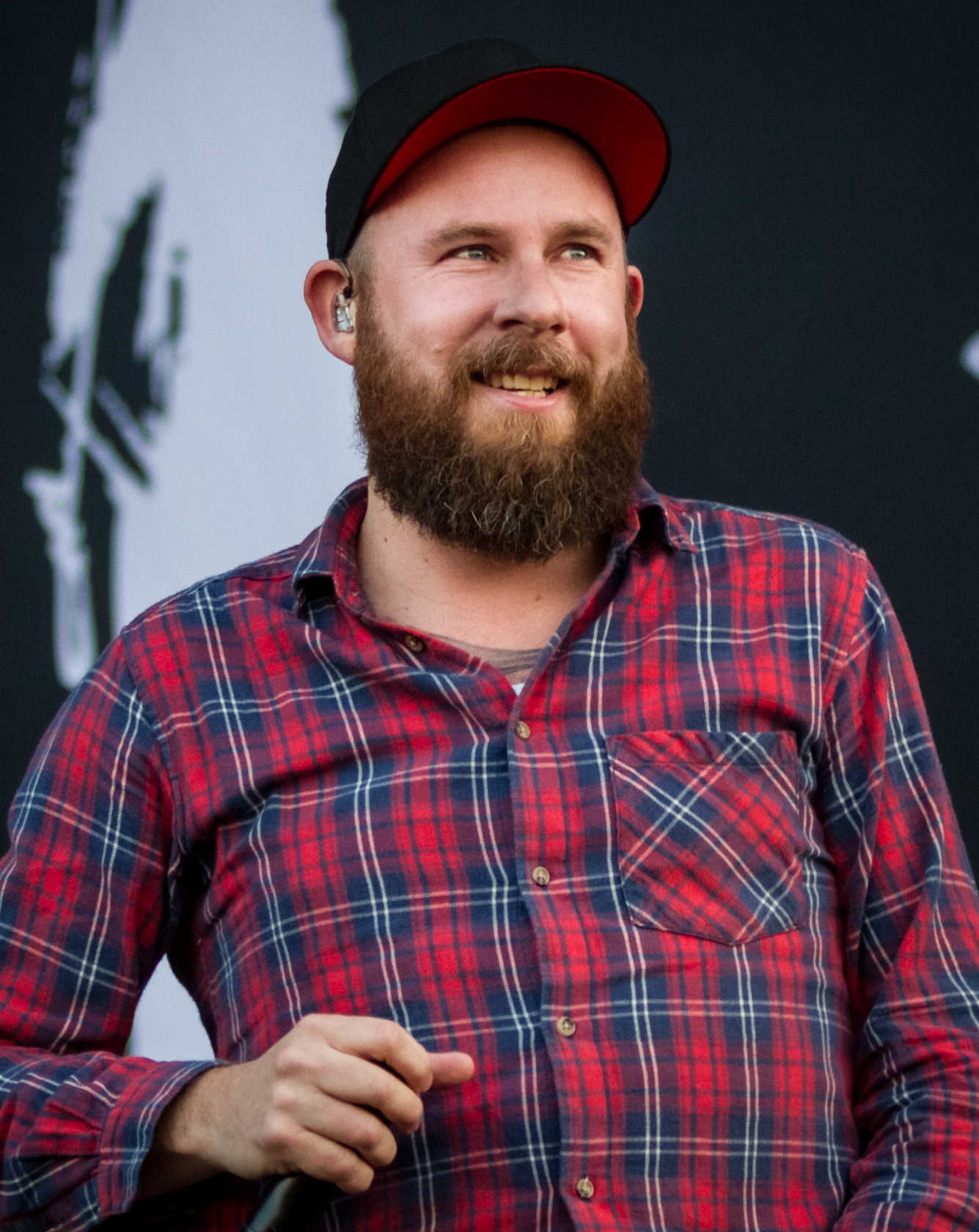
Anders Fridén (* 1973)

- Fridén, Lena (* 1962), schwedische Squashspielerin
- Fridenreich, Zacharias, deutscher Jurist und Staatsrechtler
- Friderich, Carl (1816–1894), deutscher Politiker (NLP), MdR
- Friderich, Charles (1828–1880), Schweizer Politiker und Rechtsgelehrter
- Friderich, Frantz († 1584), deutscher Medailleur, Holzschneider und Kupferstecher
- Friderich, Franz Joseph Venerand (1771–1847), Schweizer Politiker, Richter und Historiker
- Friderich, Gabriele (* 1952), deutsche Kommunalbeamtin und Staatsrätin in Bremen
- Friderich, Johann (1563–1629), deutscher Historiker, Philologe und Rektor
- Friderich, Matthäus († 1559), deutscher evangelischer Geistlicher und Kirchenlieddichter
- Friderich, Melchior (1654–1709), deutscher Jesuit, Kirchenrechtler und Hochschullehrer
- Friderich, Valentin († 1640), deutsch-schweizerischer Festungsbauer
- Friderichs, Alfons (1938–2021), deutscher Bankkaufmann
- Friderichs, Hans (* 1931), deutscher Politiker (FDP) und Manager
- Friderici, Blanche (1878–1933), US-amerikanische Schauspielerin
- Friderici, Christoph Konrad Wilhelm (1726–1769), deutscher Jurist
- Friderici, Daniel (1584–1638), deutscher Komponist und Kantor
- Friderici, Daniel Gottlieb (1767–1826), deutscher Architekt und Baubeamter in Preußen
- Friderici, Erich (1885–1964), deutscher General der Infanterie im Zweiten WeltkriegErich Friderici (1885–1964)

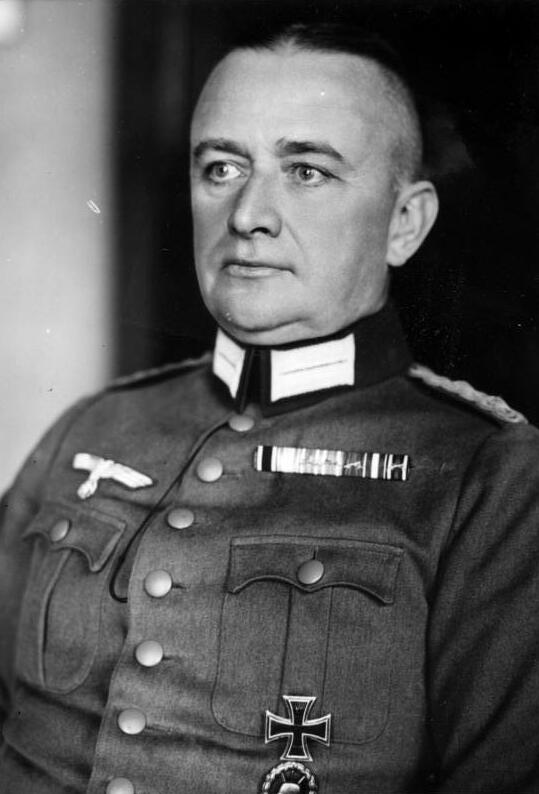
Erich Friderici (1885–1964)

- Friderici, Johann Arnold (1637–1672), deutscher Mediziner und Botaniker
- Friderici, Jurriaan François de (1751–1812), niederländischer Militär, Plantageneigentümer und Generalgouverneur in Suriname
- Friderici, Valentin (1630–1702), deutscher Philologe und evangelischer Theologe
- Fridericia, Julius Albert (1849–1912), dänischer Bibliothekar und Historiker
- Fridericia, Louis Sigurd (1881–1947), dänischer Hygieniker
- Frideswida, englische Äbtissin und Heilige
- Fridez, Pierre-Alain (* 1957), Schweizer Politiker und Nationalrat (SP)

### Fridf
- Fridfinnson, Chris (1898–1938), kanadischer Eishockeyspieler

### Fridh
- Fridh, Åke (1918–1997), schwedischer Klassischer Philologe
- Fridh, Gertrud (1921–1984), schwedische Theater- und Filmschauspielerin
- Fridh, Per Olsson (* 1981), schwedischer Politiker der Partei Miljöpartiet de Gröna
- Fridhill, Pia (* 1970), schwedische Sängerin

### Fridi
- Fridiburga, alemannische Nonne und Äbtissin des Metzer Kloster St. Peter

### Fridj
- Friðjón Stefánsson (1911–1970), isländischer Schriftsteller

### Fridl
- Fridl, Josef (1930–2000), österreichischer Politiker (SPÖ), Landtagsabgeordneter
- Fridlund, Emily (* 1979), US-amerikanische Schriftstellerin

### Fridm
- Fridman, Alex (* 1988), israelischer Aktivist für die Rechte von Menschen mit Behinderungen
- Fridman, Alexei Maximowitsch (1940–2010), russischer Physiker
- Fridman, Daniel (* 1976), deutscher Schachgroßmeister
- Fridman, Gal (* 1975), israelischer Windsurfer und Olympiasieger
- Fridman, Lex (* 1983), russisch-US-amerikanischer Informatiker, YouTuber und PodcasterLex Fridman (* 1983)

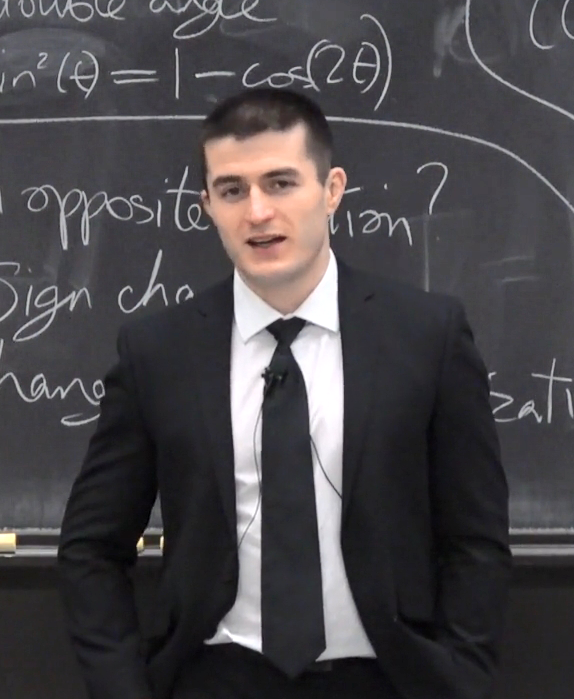
Lex Fridman (* 1983)

- Fridman, Michail Maratowitsch (* 1964), russisch-israelischer Oligarch
- Fridman, Olha (* 1998), ukrainische Tennisspielerin
- Fridman, Sigrid (1879–1963), schwedische Bildhauerin

### Frido
- Fridolin von Säckingen, Missionar, Abt des Klosters Säckingen
- Fridolin, Gustav (* 1983), schwedischer Politiker und Bildungsminister
- Fridolin, Stephan († 1498), Franziskaner
- Fridovich, Irwin (1929–2019), US-amerikanischer Biochemiker

### Fridr
- Fridrich, Alexandra (* 1968), deutsche Rechtsanwältin und Richterin
- Fridrich, Christian (* 1966), österreichischer Fachdidaktiker für Geographische und Sozioökonomische Bildung sowie Autor
- Fridrich, František (1829–1892), tschechischer Fotograf und Verleger
- Fridrich, Hans (1884–1947), Oberbürgermeister von Breslau
- Fridrich, Jaromir, tschechoslowakischer Radrennfahrer
- Fridrich, Jessica (* 1964), tschechische Mathematikerin
- Fridrich, Johannes (* 1977), parteiloser Kommunalpolitiker und Oberbürgermeister von Nürtingen
- Fridrichsen, Anton (1888–1953), norwegisch-schwedischer Theologe und Professor
- Friðrik Guðmundsson (1925–2002), isländischer Leichtathlet
- Friðrik Karlsson (* 1960), isländischer Gitarrist
- Friðrik Ólafsson (1935–2025), isländischer Schachgroßmeister
- Friðrik Ómar Hjörleifsson, isländischer Sänger und Teilnehmer am Eurovision Song Contest
- Friðrik Þór Friðriksson (* 1954), isländischer Filmregisseur und Filmemacher
- Fridrikas, Ausra (* 1967), sowjetische, später litauische, schließlich österreichische Handballspielerin
- Fridrikas, Lukas (* 1997), österreichischer FußballspielerLukas Fridrikas (* 1997)

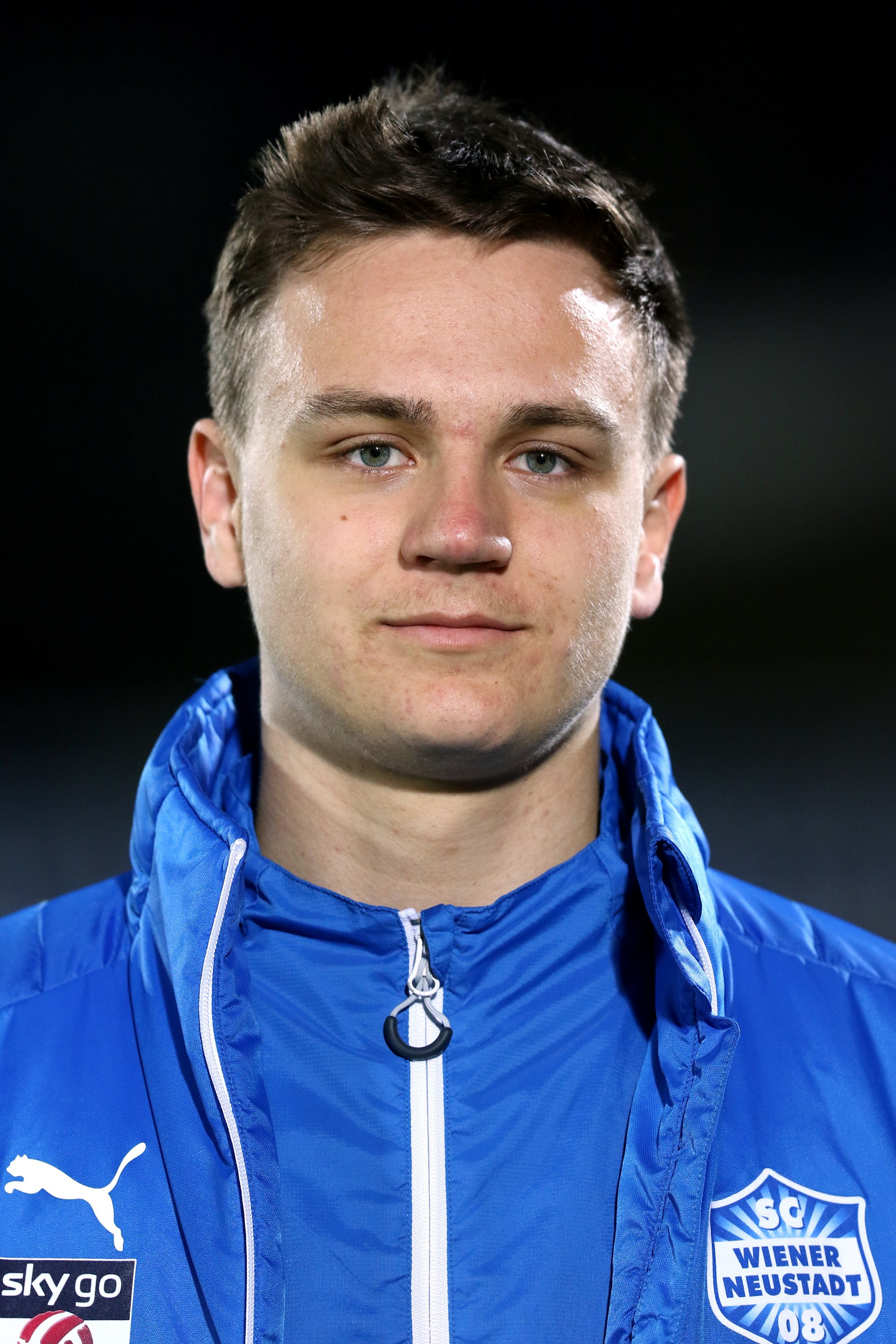
Lukas Fridrikas (* 1997)

- Fríðriksmørk, Annita á (* 1968), färöische Politikerin (Tjóðveldisflokkurin), Mitglied des Folketing
- Fríðriksson, Jógvan (* 1957), erster Bischof der Volkskirche der Färöer

### Frids
- Fridson, Witali Walerjewitsch (* 1985), russischer Basketballspieler

### Fridt
- Fridtun, Kristin (* 1987), norwegische Skandinavistin, Autorin und ehemalige Skispringerin

### Fridu
- Fridugisus († 834), Erzkanzler des Kaisers Ludwig der Fromme